# Главный мастер чиф-петти-офицер

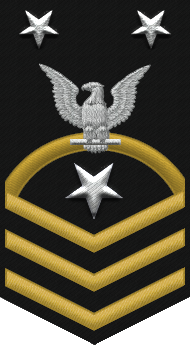
Нашивка главного мастер чиф-петти-офицера ВМС США

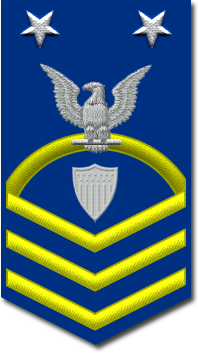
Нашивка главного мастер чиф-петти-офицера Береговой Охраны США

Главный мастер чиф-петти-офицер (англ. Command Master Chief Petty Officer) (CMDCM) — одно из высших воинских званий петти-офицеров ВМС США и Береговой охраны США.
В Военно-морских силах США это звание относится к девятой ступени военной иерархии (E-9), вместе с воинскими званиями мастер чиф-петти-офицера флота, мастер чиф-петти-офицера сил и мастер чиф-петти офицера. Низшее воинское звание — старший чиф-петти-офицер, высшее воинское звание — мастер чиф-петти-офицер ВМС США.
Звание главный мастер чиф-петти офицер введено в ВМС 16 октября 1995 года, в соответствии с программой реформирования управляющей системы, которая имела целью стимулировать карьерные перспективы старшинского состава, а также обеспечить самые высокие стандарты профессионализма, которые будут поддержаны на всех уровнях в рамках субординации.

## Знаки различия
Знаком различия для главного мастер чиф-петти-офицера является нарукавная нашивка с орлом, размещённая выше трёх лент-шевронов, углы верхнего шеврона соединяются лентой-дужкой. Выше орла с раскинутыми крыльями размещены по углам нашивки остриём вниз две звёзды. В отличие от петти-офицеров флота другого ранга, на нарукавной нашивке главного мастер чиф-петти-офицера вместо эмблемы специалиста ВМС используется серебряная звезда, а в Береговой охране серебряный щит. На темно-синей (черной) форме в орёл и звёзды белые, а шевроны золотистого цвета.
На другой форме одежды знаком различия главного мастер чиф-петти-офицера служит специальная эмблема аналогична эмблеме мастер чиф-петти офицера в виде золотистого якоря, переплетающаяся с серебряной надписью «USN», а у Береговой охраны серебряный щит. В верхней части эмблемы две серебряные звезды.